# Hunnestads socken
Hunnestads socken i Halland ingick i Himle härad, ingår sedan 1971 i Varbergs kommun och motsvarar från 2016 Hunnestads distrikt.
Socknens areal är 14,92 kvadratkilometer, varav 14,82 land. År 2000 fanns här 505 invånare. Kyrkbyn Hunnestad med sockenkyrkan Hunnestads kyrka ligger i socknen.  

## Administrativ historik
Hunnestads socken har medeltida ursprung.
Vid kommunreformen 1862 övergick socknens ansvar för de kyrkliga frågorna till Hunnestads församling och för de borgerliga frågorna till Hunnestads landskommun.  Landskommunen inkorporerades 1952 i Himledalens landskommun som 1971 uppgick i Varbergs kommun. Församlingen uppgick 2002 i Himledalens församling.
1 januari 2016 inrättades distriktet Hunnestad, med samma omfattning som församlingen hade 1999/2000.  
Socknen har tillhört fögderier och domsagor enligt Himle härad. De indelta båtsmännen tillhörde Norra Hallands första båtsmanskompani.

## Geografi
Hunnestads socken ligger öster om Varberg och söder om Himleån. Socknen är en öppen mjukt kuperad slättbygd med skogsbackar längs Himlaån.

## Fornminnen
Från stenåldern finns flera boplatser och en hällkista och från bronsåldern et tiotal högar. Från äldre järnåldern finns ett gravfält och enstaka stensättningar. En fornborg ligger på gränsen mot Träslövs socken.

## Namnet
Namnet (1461 Hwndestade) kommer från kyrkbyn. Förleden innehåller troligen en hund eller möjligen ett mansbinamn. Efterleden är sta(d), 'plats, ställe'.
Socknens namn fastställdes av Kungl. Maj:t den 22 oktober 1927 som Hunnestad, då tidigare även stavningen Hunestad förekommit.

## Befolkningsutveckling
| Befolkningsutvecklingen i Hunnestads socken 1750–1990                                                   | Befolkningsutvecklingen i Hunnestads socken 1750–1990 | Befolkningsutvecklingen i Hunnestads socken 1750–1990 | Befolkningsutvecklingen i Hunnestads socken 1750–1990 | Befolkningsutvecklingen i Hunnestads socken 1750–1990 |
| --- | ----------------------------------------------------- | ----------------------------------------------------- | ----------------------------------------------------- | ----------------------------------------------------- |
| |                                                       |                                                       |                                                       |                                                       |
| År |                                                       |                                                       | Folkmängd                                             |                                                       |
| 1750 | 1750                                                  |                                                       | 314                                                   |                                                       |
| 1760 | 1760                                                  |                                                       | 346                                                   |                                                       |
| 1769 | 1769                                                  |                                                       | 345                                                   |                                                       |
| 1780 | 1780                                                  |                                                       | 375                                                   |                                                       |
| 1790 | 1790                                                  |                                                       | 641                                                   |                                                       |
| 1800 | 1800                                                  |                                                       | 401                                                   |                                                       |
| 1810 | 1810                                                  |                                                       | 400                                                   |                                                       |
| 1820 | 1820                                                  |                                                       | 435                                                   |                                                       |
| 1830 | 1830                                                  |                                                       | 485                                                   |                                                       |
| 1840 | 1840                                                  |                                                       | 523                                                   |                                                       |
| 1850 | 1850                                                  |                                                       | 584                                                   |                                                       |
| 1860 | 1860                                                  |                                                       | 643                                                   |                                                       |
| 1870 | 1870                                                  |                                                       | 734                                                   |                                                       |
| 1880 | 1880                                                  |                                                       | 697                                                   |                                                       |
| 1890 | 1890                                                  |                                                       | 649                                                   |                                                       |
| 1900 | 1900                                                  |                                                       | 636                                                   |                                                       |
| 1910 | 1910                                                  |                                                       | 656                                                   |                                                       |
| 1920 | 1920                                                  |                                                       | 636                                                   |                                                       |
| 1930 | 1930                                                  |                                                       | 582                                                   |                                                       |
| 1940 | 1940                                                  |                                                       | 544                                                   |                                                       |
| 1950 | 1950                                                  |                                                       | 505                                                   |                                                       |
| 1960 | 1960                                                  |                                                       | 499                                                   |                                                       |
| 1970 | 1970                                                  |                                                       | 479                                                   |                                                       |
| 1980 | 1980                                                  |                                                       | 430                                                   |                                                       |
| 1990 | 1990                                                  |                                                       | 482                                                   |                                                       |
| Anm: Källor: Umeå universitet - Tabellverket 1749-1859, Demografiska databasen, CEDAR, Umeå universitet |                                                       |                                                       |                                                       |                                                       |